# 12Н360
El motor diésel 12N360 (en ruso: 12Н360) es un modelo de bloque usado para vehículos blindados, principalmente en la serie de blindados derivados del chasis Armata

## Características
| Especificaciones                     | Valor (en hp/cm/mm/kg/porcentaje) |
| ------------------------------------ | --------------------------------- |
|                                      |                                   |
| Potencia total                       | 1500 caballos (1119 kW)           |
| Número de cilindros                  | 12                                |
| Cilindrada (litros)                  | 34,6 litros                       |
| Diámetro                             | 150 mm                            |
| Carrera                              | 160 mm                            |
| Par máximo (Nm)                      | 3840                              |
| Velocidad (en r. p. m.)              | 2200                              |
| Longitud                             | 813                               |
| Ancho                                | 1300                              |
| Altura                               | 820                               |
| Consumo (en galones/por hora)        | 217,9                             |
| Temperatura de operación máxima (Cº) | de -25 a 55                       |

## Usos
- Blindado Armata

- T-14 Armata, carro de combate principal,
- T-15 Armata VCI

- Kurganets-25, transporte blindado de personal,
- Koalitsiya-SV, óbus de artillería autopropulsado